# صندوق الماس
صندوق الماس (روسی: Алмазный фонд) مجموعه‌ای منحصر به فرد از جواهرات و قطعات طبیعی است که در زرادخانهٔ کرملین در روسیه ذخیره و نمایش داده می‌شود. این صندوق در سال ۱۹۶۷ بازگشایی شد و مجموعهٔ آن به خزانه‌داری تاج سلطنتی روسیه برمی‌گردد که توسط امپراتور پتر کبیر روسیه در سال ۱۷۱۹ پایه‌گذاری شد.

## تاریخچه

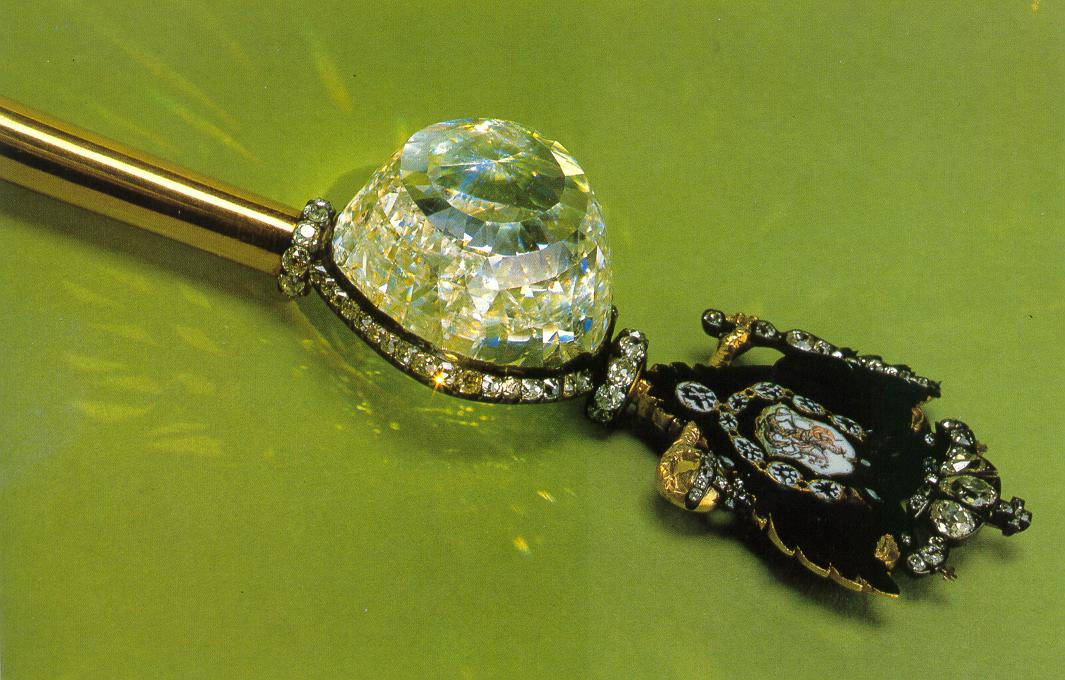
عصای سلطنتی با الماس "اورلوف"

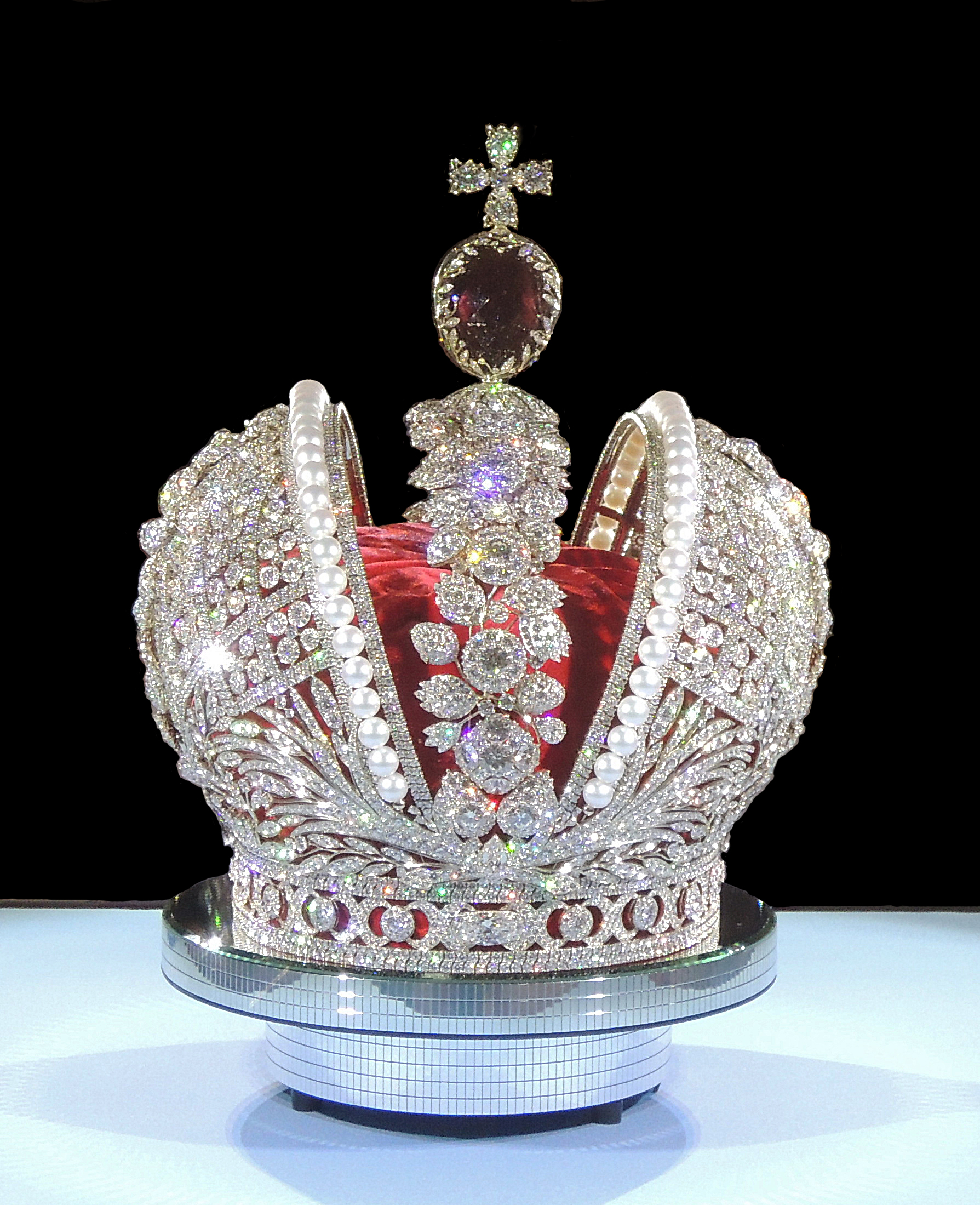
یک رونگاشت از تاج سلطنتی روسیه که در سال ۱۷۶۲ برای تاج‌گذاری کاترین دوم ساخته شد

مجموعه جواهرات پتر کبیر، که در سال ۱۷۱۹ پایه‌گذاری شد، پس از آن در اتاق الماس (Бриллиантовая комната) در کاخ زمستانی ذخیره شد. همهٔ پادشاهان جانشین سهم خود را به اتاق افزودند. در پژوهشی که توسط الکساندر فرسمن در سال ۱۹۲۲ انجام شد، ۸۵ درصد از کل نمایشگاه‌ها بین سال‌های ۱۷۱۹ تا ۱۸۵۵، مربوط به امپراتور پتر کبیر تا نیکلای یکم و تنها ۱۵ درصد مربوط به سه امپراتور گذشته بود.
کاترین دوم علاقهٔ خاصی به سنگ‌های گران‌بها نشان داد، حتی نام اسب نر خود را «الماس» گذاشت. صندوق الماس بیشتر از سایر پادشاهان از او کمک دریافت کرد.

### اتحاد جماهیر شوروی

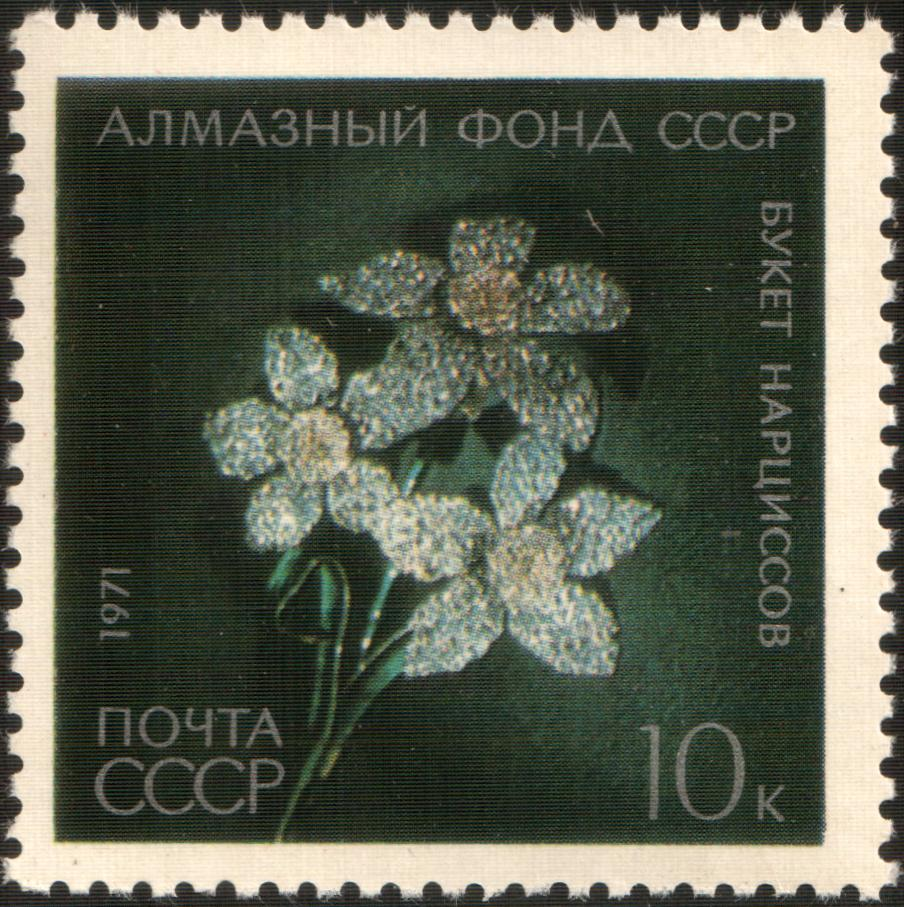
دسته گل نرگس، سدهٔ ۱۸، در صندوق الماس (تمبر پستی ۱۹۷۱) به نمایش گذاشته شد

نگهبانی، فروش و تاراج گنجینه‌های شاهنشاهی پس از انقلاب روسیه در سال ۱۹۱۷ مورد بحث و گمانه‌زنی است. مجموعهٔ امپراتوری در طول جنگ جهانی اول از سنت پترزبورگ به مسکو منتقل شد. صندوق الماس شوروی به‌طور رسمی در سال ۱۹۲۲ پایه‌گذاری شد.
این گنج برای نخستین بار در نوامبر ۱۹۶۷ در معرض دید عموم قرار گرفت. در ابتدا یک نمایش کوتاه مدت بود، در سال ۱۹۶۸ به یک نمایشگاه دائمی تبدیل شد. در اواخر دوره شوروی، ارزش مجموعه صندوق ۷ میلیارد دلار تخمین زده شد.

### فدراسیون روسیه
دولت روسیه انحصار استخراج و توزیع سنگ‌های گرانبها را مطابق قانون ۱۹۹۸، "در مورد فلزات گرانبها و سنگ‌های قیمتی" حفظ کرده‌است. عملیات صندوق الماس با فرمان ریاست‌جمهوری ۱۹۹۹ (متن رسمی) تنظیم می‌شود. صندوق الماس بخشی از صندوق بزرگ‌تر دولتی سنگ‌های گرانبها است که توسط وزارت دارایی اداره می‌شود و ارزشمندترین اقلام را جمع‌آوری می‌کند، به ویژه
- تمام الماس‌های خام بیش از ۵۰ قیراط (۱۰ گرم)
- تمام الماس‌های برش‌خوردهٔ بیش از ۲۰ قیراط (۴ گرم)، الماس‌های برش‌خورده با کیفیت استثنایی بیش از ۶ قیراط (۱٫۲ گرم)
- همهٔ زمردهای خام، یاقوت‌های سرخ و کبود بیش از ۳۰ قیراط (۶ گرم) خام یا ۲۰ قیراط (۴ گرم) برش خورده
- ناگت‌های منحصر به فرد، کهربا، مروارید و جواهرات

#### به تازگی افزوده‌شده
- ۲۰۰۶ - الماس " The Creator " (Творец)، در ۲۰۰۴ در یاقوتستان استخراج شد. سومین الماس خام بزرگ صندوق، ۲۹۸٫۴۸ قیراط (۵۹٫۶۹۶ گرم)[۲]
- ۲۰۰۳ - ناگت طلایی، ۳۳ کیلوگرم
- ۱۹۸۹-" الماس الکساندر پوشکین "، دومین الماس بزرگ خام، ۳۲۰٫۶۵ قیراط (۶۴٫۱۳۰ گرم)
- ۱۹۸۰ - " XXVI کنگره CPSU "، بزرگ‌ترین الماس خام، ۳۴۲٫۵۷ قیراط (۶۸٫۵۱۴ گرم)

## نمایشگاه‌های بزرگ

### هفت گوهر تاریخی

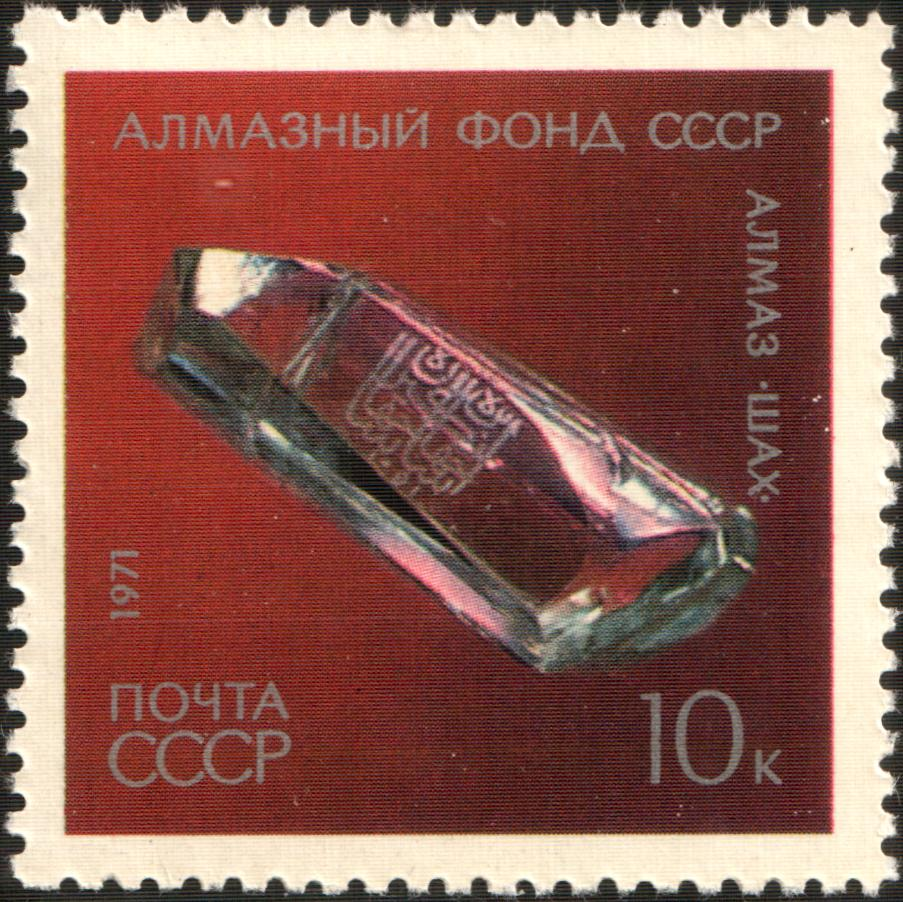
الماس شاه (تمبر پستی ۱۹۷۱)

- الماس اورلوف، ۱۸۹٫۶۲ قیراط (۳۷٫۹۲۴ گرم) { عکس }
- الماس شاه، ۸۸٫۷ قیراط (۱۷٫۷ گرم)، نخستین کتیبه مورخ ۱۵۹۱، هدیه‌ای از شاه ایران در سال ۱۸۲۹
- الماس پرترهٔ تخت، ۲۵ قیراط (۵ گرم)
- لعل قرمز، در تاج سلطنتی روسیه، ۳۹۸٫۷۲ قیراط (۷۹٫۷۴۴ گرم) که در چین در سال ۱۶۷۶ خریداری شد.
- یاقوت کبود، ۲۶۰٫۳۷ قیراط (۵۲٫۰۷۴ گرم) { عکس }
- زمرد کلمبیایی، ۱۳۶٫۲۵ قیراط (۲۷٫۲۵۰ گرم)
- زبرجد سبز زیتونی، ۱۹۲٫۶ قیراط (۳۸٫۵۲ گرم)

### تاج‌های روسیه
- تاج شاهنشاهی روسیه ساخته شده برای کاترین دوم، ۱۷۶۲

### جواهرات
- دسته گل نرگس
- چشمه آبی

### ناگت‌ها
- «مثلث بزرگ»، طلا، ۳۶٫۲ کیلوگرم (استخراج‌شده در ۱۸۴۲ در میاس)
- «شتر»، طلا، ۹٫۲۸ کیلوگرم
- «مفیستو»، طلا، ۲۰٫۲۵ گرم (استخراج‌شده در سال ۱۹۴۴ در کولیما)

## دسترسی عمومی
صندوق الماس در ساختمان زرادخانهٔ کرملین به نمایش گذاشته شده‌است. برای بازدیدکنندگان، به دلیل محدودیت فضای داخل صندوق، فقط از طریق تورهای با مدت زمان ثابت قابل دسترسی است. تورهای روسی به صورت روزانه و در فواصل بیست دقیقه‌ای برگزار می‌شود. بازدیدکنندگان خارجی می‌توانند راهنمای صوتی به زبان‌های انگلیسی، آلمانی، فرانسوی، اسپانیایی، ایتالیایی، چینی یا ژاپنی دریافت کنند.